# Jemadia menechmus
Espèce
Jemadia menechmus est une espèce de lépidoptères de la famille des Hesperiidae, de la sous-famille des Pyrginae et de la tribu des Pyrrhopygini.

## Dénomination
Jemadia menechmus a été nommé par Paul Mabille en 1878.

### Nom vernaculaire
Jemadia menechmus se nomme Mabille's Sabre-wing en anglais.

## Description
Jemadia menechmus est un papillon au corps trapu, au thorax noir rayé en long de bandes de poils bleu clair et à l'abdomen cerclé de bleu clair. 
Les ailes sont de couleur bleu moyen marquées aux ailes antérieures d'une plage et de deux petites bandes  blanches avec une ligne submarginale bleu clair métallisé et une autre ligne bleu clair métallisé proche de la partie basale, qui, aux ailes antérieures se continue le long du bord interne.
Le revers est semblable.

## Écologie et distribution
Jemadia menechmus est présent au Surinam, Venezuela, en Colombie, en Équateur, en Bolivie, au Pérou et au Brésil,.

### Biotope
Jemadia menechmus réside dans la forêt primaire à une altitude entre 200 m et 800 m.

### Protection
Pas de statut de protection particulier.